# Golzow (Mittelmark)
Golzow est une commune de l'arrondissement de Potsdam-Mittelmark (Land du Brandebourg).

## Géographie
Golzow se situe à environ 14 kilomètres au nord de Bad Belzig et environ 19 kilomètres au sud de Brandebourg-sur-la-Havel.
Elle est sur la rivière Plane.
Golzow comprend les quartiers de Grüneiche, Lucksfleiß, Müggenburg und Hammerdamm ainsi que les résidences de Königsberg et Pernitz.

## Histoire

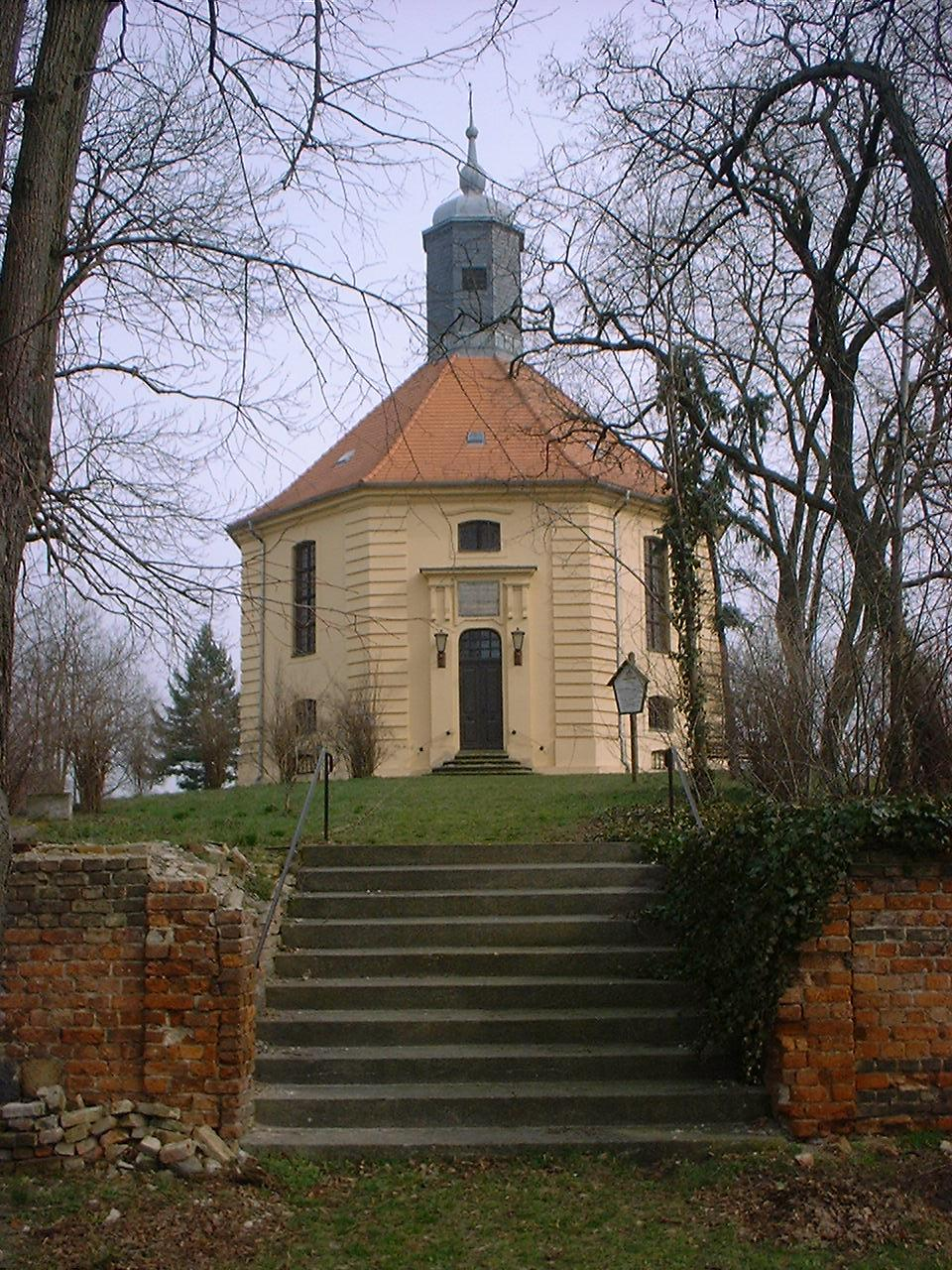
Église de Golzow

Golzow est mentionnée pour la première fois dans un document écrit en 1219 sous le nom de "golsowe". Il est écrit "Golzowe" en 1236 et 1313 ou "Goltzowe" en 1329. Un château fort est construit durant le XIVe siècle sous la protection de Louis V de Bavière, alors margrave de Branderbourg.
Le château subit les guerres et les incendies. En 1685, les ruines sont rasées pour laisser place à un hôtel particulier de style baroque. Celui-ci est détruit lors de la Seconde Guerre mondiale.
Après la réunification allemande, Golzow connaît une certaine récession avec la fin du programme agricole définie par la RDA et de ses entreprises publiques.
Dans le cadre de la réforme des communes du Brandebourg en 2002, Golzow décide de son indépendance. Elle refuse notamment la fusion avec l'Abbaye de Lehnin après avoir refusé des rapprochements avec Reckahn et Krahne qui l'ont accepté, Cammer et Oberjünne qui ont rejoint Planebruch.

## Monuments
Le principal monument de Golzow est l'église évangélique de forme octogonale. Il n'en existe que 24 en Europe. Elle est construite en 1750 dans le style baroque sur une colline artificielle.

## Infrastructures
Golzow se situe sur la Bundesstraße 102.

## Personnalités liées à la ville
- Friedrich Wilhelm von Rochow (1689-1759), général mort à Golzow.